# Corail (ort)
Corail är en ort i Haiti.   Den ligger i departementet Grand'Anse, i den västra delen av landet, 160 km väster om huvudstaden Port-au-Prince. Corail ligger 18 meter över havet och antalet invånare är 2 782.
Terrängen runt Corail är kuperad söderut, men norrut är den platt. Havet är nära Corail norrut. Runt Corail är det ganska tätbefolkat, med 129 invånare per kvadratkilometer. Närmaste större samhälle är Roseaux, 13,4 km väster om Corail. 